# Heino vasútállomás
Heino vasútállomás vasútállomás Hollandiában, Raalte községben, Heino településen.

## Vasútvonalak
Az állomást az alábbi vasútvonalak érintik:
- Zwolle–Almelo-vasútvonal

## Kapcsolódó állomások
A vasútállomáshoz az alábbi állomások vannak a legközelebb:
- Zwolle vasútállomás
- Raalte vasútállomás